# Al-Jahra SC
Der Al-Jahra Sporting Club (arabisch نادي الجهراء الرياضي, DMG Nādī Ǧahrāʾ ar-riyāḍī) ist ein kuwaitischer Fußballklub mit Sitz in al-Dschahra. Die Mannschaft war Meister des Kuwaiti-Premier-League-Vorläufers Kuwaiti League in der Saison 1990. Zurzeit spielen sie nach dem Abstieg in der Saison 2023/24 in der Kuwaiti Division One. Neben Fußball bietet der Verein auch noch die Sportarten Basketball, Volleyball, Boxen und Fechten an. In letzterer Sportart erreichte der Klub sowohl nationale als auch internationale Erfolge, die Leitung der Abteilung als Trainer hat Abdullah Abdulredah inne.

## Geschichte
Der Klub spielt seit mindestens 1979 in der Kuwaiti Premier League. Das erste und bisher einzige Mal konnte die Mannschaft die Meisterschaft aber erst 1990 feiern. Davor ging es in der Saison 1987/88 erstmals für eine Saison in die zweite Liga, der Klub konnte allerdings von dort aus auch direkt wieder aufsteigen. Im Kuwait Emir Cup 1996 erreicht man das Finale, musste sich hier aber al-Arabi geschlagen geben. Wieder einmal runter ging es dann nach der Saison 2001/02, in der darauf folgenden Saison konnte die Liga aber erneut als Meister verlassen werden. Im Pokal erreichte die Mannschaft 2002 aber zumindest noch das Finale, verlor hier aber wieder einmal, diesmal gegen al-Kuwait.
Zuletzt im Pokalfinale stand der Klub in der Saison 2013. Dort setzte es gegen al-Qadsia, eine 3:0-Niederlage. Die Verkleinerung der Liga nach der Saison 2016/17 auf nur noch acht Teilnehmer konnte der Klub mit dem siebten Platz am Ende knapp überstehen. Nach der Saison 2017/18 befand sich die Mannschaft aber erneut nur auf dem siebten Platz. Somit musste man in die Relegation, in der man den Klassenerhalt sicherte. In der folgenden Saison erreichte man erneut den gleichen Platz, verpasste aber letztlich den Klassenerhalt. Somit spielt der Klub zurzeit das dritte Mal in seiner Geschichte in der zweitklassigen Division One.
Unter anderem nahm die Mannschaft auch noch zur Saison 2003/04, 2004/05, 2005/06 und 2006/07 am Alkhurafi Cup teil, konnte dabei aber nie die Gruppenphase überstehen.

## Erfolge
- Kuwaiti Premier League: Meister (1)
  - 1990
- Tishreen Cup : 1
  - 2007
- Kuwaiti Division One: Meister (4)
  - 1987/88
  - 2002/03
  - 2019/20
  - 2021/22
- Kuwait Emir Cup: Zweiter (3)
  - 1996
  - 2002
  - 2013

## Trainer-Historie
| Jahre   | Name                 | Nationalität            |
| ------- | -------------------- | ----------------------- |
| 1984–86 | Antal Szentmihályi   | Ungarn                  |
| 1986–87 | Allan Jones          | England                 |
| 1990    | Saleh Zakaria        | Kuwait                  |
| 1993–94 | Jefico               | Bulgarien               |
| 1994    | Abdulqader Al Ejayan | Kuwait                  |
| 1995–96 | Volla                | Italien                 |
| 1996    | Karim Salman         | Kuwait                  |
| 1997–98 | Diethelm Ferner      | Deutschland             |
| 1998–99 | Alexandru Moldovan   | Rumänien                |
| 1999    | Karim Salman         | Kuwait                  |
| 2000–01 | Karim Salman         | Kuwait                  |
| 2001    | Jawad Maqseed        | Kuwait                  |
| 2001–03 | Abdulqader Al Ejayan | Kuwait                  |
| 2003–04 | Grigore Sichitiu     | Rumänien                |
| 2004    | Florin Motroc        | Rumänien                |
| 2006–07 | Aurel Țicleanu       | Rumänien                |
| 2007    | Ghlafis Al Ajmi      | Kuwait                  |
| 2007–08 | Alexander Klebar     | Europaische Union       |
| 2008-09 | Marian Mihail        | Rumänien                |
| 2009    | Saleh Al Asfoor      | Kuwait                  |
| 2009–10 | Zijad Švrakić        | Bosnien und Herzegowina |
| 2010–   | Ginés de Silva       | Brasilien               |
| 2015–   | Skënder Gega         | Albanien                |